# Donald W. Nicholson

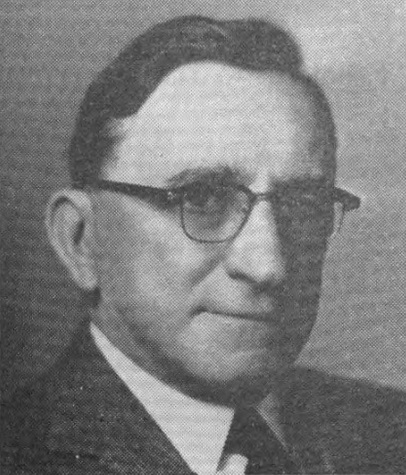
Donald W. Nicholson

Donald William Nicholson (* 11. August 1888 in Wareham, Plymouth County, Massachusetts; † 16. Februar 1968 ebenda) war ein US-amerikanischer Politiker. Zwischen 1947 und 1959 vertrat er den Bundesstaat Massachusetts im US-Repräsentantenhaus.

## Werdegang
Donald Nicholson besuchte die öffentlichen Schulen seiner Heimat und absolvierte danach verschiedene College-Kurse. Später betätigte er sich als Händler. Während des Ersten Weltkrieges diente er zwischen 1917 und 1919 in der US Army. Dabei war er in Europa eingesetzt. Nach dem Krieg schlug er als Mitglied der Republikanischen Partei eine politische Laufbahn ein. Er saß unter anderem im Gemeinderat von Wareham. Dort bekleidete er zwischen 1920 und 1925 auch einige lokale Ämter. Von 1924 bis 1947 war er Delegierter auf allen regionalen Parteitagen der Republikaner in Massachusetts. In den Jahren 1925 und 1926 war Nicholson Abgeordneter im Repräsentantenhaus von Massachusetts; von 1926 bis 1947 gehörte er dem Staatssenat an, dessen Präsident er in den Jahren 1946 und 1947 war.
Nach dem Tod des Abgeordneten Charles L. Gifford wurde Nicholson bei der fälligen Nachwahl für den neunten Sitz von Massachusetts als dessen Nachfolger in das US-Repräsentantenhaus in Washington, D.C. gewählt, wo er am 18. November 1947 sein neues Mandat antrat. Nach fünf Wiederwahlen konnte er bis zum 3. Januar 1959 im Kongress verbleiben. In diese Zeit fielen der Beginn des Kalten Krieges, der Koreakrieg und innenpolitisch der Beginn der Bürgerrechtsbewegung. 1958 verzichtete Donald Nicholson auf eine weitere Kandidatur. Nach dem Ende seiner Zeit im US-Repräsentantenhaus zog er sich in den Ruhestand zurück, den er in seiner Heimatgemeinde Wareham verbrachte. Er starb am 16. Februar 1968.